# Андреа Кассара
Андреа Кассара  (італ. Andrea Cassarà, 3 січня 1984) - італійський фехтувальник, олімпійський чемпіон.

## Виступи на Олімпіадах
| Олімпіада   | Дисципліна            | Місце |
| ----------- | --------------------- | ----- |
| Афіни 2004  | рапіра, індивідуальні | 3     |
| Афіни 2004  | рапіра, командні      | 1     |
| Пекін 2008  | рапіра, індивідуальні | 6     |
| Лондон 2012 | рапіра, командні      | 1     |
| Ріо 2016    | рапіра, індивідуальні | 9     |